# Reiki
Pour les articles homonymes, voir Ère Reiki et Reiki (homonymie).

Reiki en japonais.

Le reiki (靈氣／霊氣／霊気, [ˌreɪki]) est une méthode de soins non conventionnelle d'origine japonaise, fondée sur des soins dits « énergétiques » par imposition des mains. Elle a été fondée à la fin du XIXe siècle par le Japonais Mikao Usui qui aurait eu une révélation mystique l'ayant conduit à recevoir les « clefs de la guérison ».
L'efficacité du reiki,, est étudiée par la communauté scientifique, qui considère la pratique dans l'ensemble comme une pseudo-médecine et comme une pratique dont l'efficacité n'est pas concluante,,, les effets positifs allégués résultant de l'effet placebo.
Face à un risque avéré de dérive sectaire, la « nébuleuse » du reiki est placée, en France, sous observation par la Mission interministérielle de vigilance et de lutte contre les dérives sectaires. Il existe aussi le danger de l’utilisation exclusive du reiki à la place de traitements reconnus efficaces dans le cas de maladies graves.

## Description et historique

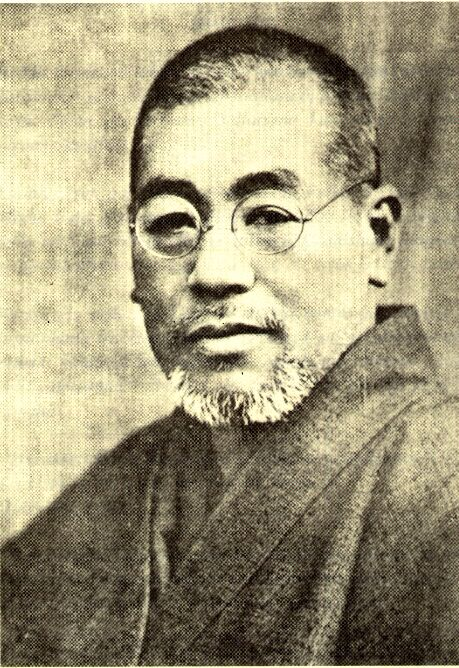
.

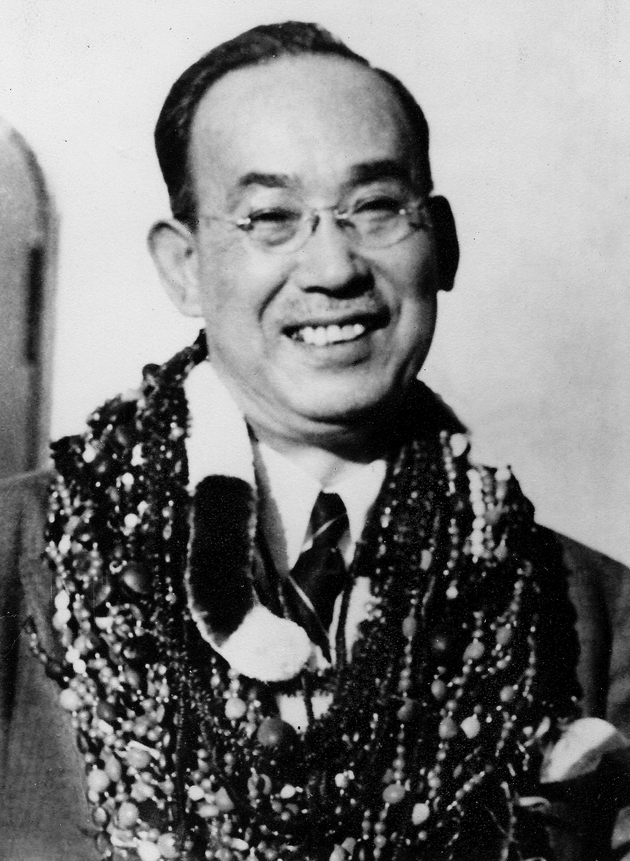
.

La méthode de soin appelée reiki fut mise au point au Japon par son fondateur, Mikao Usui (1865-1926) à partir de 1922. Selon Idris Lahore, c'est au cours d'une « expérience de mort imminente » lors d'une retraite spirituelle sur le Mont Kurama qu'il aurait pris conscience de ses dons de guérisseur. Mikao Usui meurt cependant moins de six ans après la création de sa méthode, laissant derrière lui un héritage assez embryonnaire.
La méthode d'Usui se développe dans une période où de nombreuses nouvelles religions (Shinshūkyō) émergent, notamment dans un mouvement d'affirmation nationale et d'invocation de pratiques ancestrales présentées comme traditionnelles (comme Omoto).
De retour à Tokyo en avril 1922, il ouvre son premier centre de formation à Harajuku où il réside alors. Selon la stèle commémorative qui lui est dédiée, il aurait formé environ 2 000 personnes de son vivant, dont de nombreux membres de l'Armée et la Marine japonaise. Au-delà de ces étudiants, Usui semble cependant considéré comme un imposteur.
Après sa mort, Hayashi Chujiro, un des maitres enseignants formés par Usui, crée sa propre branche du reiki, réorganise les différents niveaux d'initiation et, dans l'ensemble, simplifie l'accès à la méthode. Il est surtout reconnu pour avoir formé Takata Hawayo qui est instrumentale dans la diffusion du reiki aux États-Unis et, de là, dans le reste du monde. Dans les années 1970, elle commence à enseigner et forme 22 maîtres reiki jusqu'à sa mort en 1980. Ces derniers vont initier à leur tour d'autres maîtres reiki dont la plupart des maîtres occidentaux sont issus.

## Méthode
Bien qu'il existe aujourd'hui différentes manières d'appréhender et de présenter le reiki, selon la plupart de ses praticiens, l'un des buts du reiki est de soulager les souffrances, d'apporter un calme mental, une paix intérieure et un bien-être en général. Il se fonderait sur le concept du taoïsme chinois ch'i ainsi que celui du zen et des arts martiaux japonais ki, « énergie » (l'équivalent du ch'i chinois et du ki japonais est le prâna dans la philosophie indienne), le « souffle vital » qui circule partout dans la nature, notamment dans le corps, permettant son fonctionnement et reliant les êtres entre eux.
Certains praticiens associent le reiki à l'activation des 7 chakras qui est une conception issue du tantrayana et du yoga traditionnel indien. Ce système de l'Inde est connu au Japon à travers le système bouddhiste, lequel s'appuie sur 5 centres subtils correspondant aux 5 éléments, et le Shintô/Taoïsme, comme l'acupuncture et le shiatsu, sur un système de 3 centres subtils. Il existe des points communs avec les méridiens de la médecine traditionnelle chinoise.
Le système de progression dans le reiki serait aussi inspiré du bouddhisme japonais, dont il reprend en partie le système d'initiation lequel est dénommé « reikiki » ou « reiki-kanjō ». Le symbole utilisé par le maître pour conférer l'initiation (dai-komyo) renvoie au mantra shingon Komyo (lumière brillante) en relation avec la doctrine bouddhique de la claire lumière fondamentale lequel est représenté dans cette tradition par un mandala dans lequel le bouddha Vairocana est entouré des couleurs de l'arc-en-ciel avec en périphérie 23 lunes blanches comprenant des lettres sanscrites.
Les principaux symboles du reiki transmis dans les enseignements des deuxième et troisième degrés sont : le Cho Ku Rei, le Sei He Ki, le Hon Sha Ze Sho Nen, le Dai Ko Myo. Ils sont tracés ou visualisés durant la séance de reiki.
Dans la pratique, l'imposition des mains est censée transmettre « de l'énergie », c'est-à-dire « une force en mouvement ».

## Reiki usui

### Initiation des différents degrés au reiki
Pour devenir praticien, il est nécessaire de recevoir une initiation ou harmonisation par un « maître enseignant de reiki usui ».
Le passage des niveaux est généralement payant, le « maître reiki » exécute un « rituel initiatique » ou « harmonisation » au cours duquel certains symboles seront appris à l'élève en fonction de son niveau, et un processus d'« équilibrage énergétique » sera « éveillé » et « stimulé ». Nita Mocanu explique que le maître doit « ramoner le canal » de l'élève, afin qu'il puisse diffuser cette « énergie cosmique ».

### Gokai: les cinq préceptes ou principes (kyogi) du reiki usui
Ils ont été énoncés par Mikao Usui.
Juste aujourd’hui (aujourd'hui même) (今日だけは, Kyō dake wa) :
1. Ne te mets pas en colère (怒るな?, Okoru na ou Ikaru na)
2. Ne te fais pas de souci (心配すな, Shinpai suna?)
3. Sois rempli de gratitude (感謝して, Kansha shite?)
4. Accomplis ton devoir avec intégrité (行を励め?, Gyō o hage me ou Gō o hage me)
5. Sois bon avec les autres (人に親切に, Hito ni shinsetsu ni?)

## Le reiki dans le monde
En Grande-Bretagne, le Middlesex Hospital a recruté un praticien reiki en 2005.

## Évaluation scientifique
La plupart des études sur le reiki, basées sur des essais cliniques, échouent à prouver son efficacité. Par exemple « nombre d'entre elles comparent des patients ayant choisi d'être traités par le reiki à d'autres qui ne font l'objet d'aucun traitement. Dans ce genre de conditions, tout résultat positif peut vraisemblablement résulter de l'effet placebo ou de l'attention accordée aux patients, et pas nécessairement de la méthode reiki elle-même. L'analyse critique des preuves existantes ne montre pas que le reiki soit efficace. »
En France, le ministère de la Santé indique sur son site Internet que « dans la très grande majorité des cas, ces pratiques de soins non conventionnelles (PSNC) n’ont pas fait l’objet d’études scientifiques ou cliniques montrant leurs modalités d’action, leurs effets, leur efficacité, ainsi que leur non dangerosité. Lorsqu’elles sont utilisées pour traiter des maladies graves ou en urgence à la place des traitements conventionnels reconnus, elles peuvent donc faire perdre des chances d’amélioration ou de guérison aux personnes malades. » La Miviludes considère ces techniques de soin comme « porteuses de risques et non éprouvées ».
Trois revues ont présenté des éléments favorables au reiki dans le cadre d'études sur le mieux-être, en s'appuyant sur son possible effet placebo,,.

## Critiques

### Risque de dérive sectaire
Des questions sur le risque d'emprise mentale ont été soulevées : certaines critiques craignent l'exploitation de l'espoir et de la peur des malades pour de l'argent, pouvant éventuellement mettre en danger la vie de certains patients nécessitant des soins sérieux et qui ne pratiqueraient que le reiki au détriment de la médecine.
En France, en raison de « faits inquiétants », l'UNADFI (Union Nationale des Associations de Défense des Familles et de l'Individu victimes de sectes), dans un texte de 2002 intitulé « le Reiki et ses dérives », demande aux personnes souhaitant pratiquer le reiki de « distinguer les pratiques sérieuses et enrichissantes des pratiques manipulatoires ». La Mission interministérielle de vigilance et de lutte contre les dérives sectaires (Miviludes) cite le reiki dans son rapport de 2005 dans le chapitre L’Irrationnel et pratiques thérapeutiques. Elle note un grand retour de la pensée magique et la croyance que les miracles pourraient être une alternative possible à des méthodes thérapeutiques conventionnelles. Désignant entre autres le reiki, elle remarque également que des « groupes, souvent d’inspiration orientaliste et revendiquant parfois le titre de thérapies énergétiques entretiennent ainsi l’idée d’apparence plus pragmatique selon laquelle chacun pourrait devenir son propre guérisseur, après initiation. Mais la croyance selon laquelle il serait donné à chacun, après formation accélérée, de transmettre ou de recevoir ce pouvoir de canalisation d’une « énergie vitale universelle » promue force de guérison, compose elle aussi une vision bien peu rationnelle de la médecine ; parce qu’elle repose sur un fondement dénué de toute objectivité scientifique, elle peut d’autant plus facilement déboucher sur des dérapages éventuels, ainsi qu’en attestent certains témoignages de pratiques de guérison à distance, voire par téléphone, actuellement, développées par certains adeptes du reiki ». À nouveau, dans son rapport de 2016-2017, la Miviludes note : « l’absence de reconnaissance par l’État des formations et des diplômes délivrés (…) pour le reiki (…) peut induire un amateurisme de la part de certains pseudo-thérapeutes. D’autant que n’importe qui peut se déclarer (…) « maître reiki » et enseigner ces techniques. » Elle ajoute : « Ces techniques font d'ailleurs leur apparition dans quelques établissements de santé avec tous les risques que cela peut représenter pour les patients (déstabilisation, perte de chance de guérison). »
Selon le docteur Jarvis, du National Council Against Health Fraud (en), la littérature sur le reiki présente des informations et des faits inexacts ou faux, et explique aux praticiens comment contourner la loi afin de se protéger de la réglementation et dégager leur responsabilité.
Pour le médecin criminologue et spécialiste des sectes Jean-Marie Abgrall, « Dans le champ des médecines énergétiques qui posent question, d’autres méthodes de soins [comme le reiki], appellent à la plus grande prudence. [...] Face à l’augmentation des demandes d’information et des témoignages à charge recueillis par les associations de terrain sur cette mouvance en particulier, celles-ci appellent les pouvoirs publics à se montrer particulièrement vigilants à l’égard des dérives que la pratique du reiki pourrait engendrer ».
En 2017, la Mission interministérielle de vigilance et de lutte contre les dérives sectaires a consacré un chapitre entier de son rapport annuel au reiki. La mission signale notamment l'usage de méthodes d'emprise psychologique classiques : « valoriser la victime pour mieux asseoir l’emprise du gourou thérapeute. Il s’agira de convaincre l’adepte qu’il est exceptionnel et que pour aller mieux et retrouver son énergie, sa joie de vivre et tout son potentiel, il devra se séparer de son conjoint, se couper de ses amis, et surtout suivre des stages, généralement coûteux, mais nécessaires pour accéder au bien-être. [...] Petit à petit la relation va se baser sur l’admiration du patient envers son thérapeute, qui pourra imposer toutes ses exigences, allant jusqu’à la soumission totale de l’adepte qui aura subi des pressions réitérées afin d’altérer son jugement ».
Audrey Keysers de la Miviludes, estime qu'en 2019 « S’agissant du reiki, la méthode est mentionnée dans plus de 300 signalements qui nous sont adressés sur les trois dernières années ». De même, le Gemppi à Marseille, le Caffes dans le Nord-pas-de-Calais, Secticide à Verdun, les associations de prévention contre l’emprise sectaire ont toutes reçu des témoignages de dérives liées au reiki.
Parmi les faits divers qui ont marqué l'opinion publique, le 10 janvier 2019 voit la condamnation de Luce Barbe après plus de dix ans de procès pour abus de faiblesse, après que la « maîtresse reiki » a embrigadé une vingtaine de personnes psychologiquement affaiblies pour les faire travailler gratuitement dans son exploitation en échange de compensations occultes. En fuite, elle est arrêtée dans la forêt de Brocéliande dans le Morbihan en janvier 2019.

### Absence de formation médicale des «soignants»
L'absence de formation et de régulation des praticiens dans le domaine du reiki pose également des problèmes : cette discipline n'est encadrée par aucune autorité, et n'importe qui peut se proclamer « praticien en reiki » sans la moindre formation (« accessible sans diplôme particulier » selon la fiche Rome K1103 de France Travail). Certains instituts privés proposent toutefois des formations, mais leur diplôme n'a aucune valeur institutionnelle. Ainsi, « il est possible de devenir maître reiki en trois ou quatre stages de formation accélérée pendant les week-ends, aux tarifs progressifs de 120 à 1500 euros, suivant le degré d’initiation ». Ainsi, « Pour les promoteurs du reiki, il serait possible après une formation accélérée de transmettre ou de recevoir le pouvoir de canalisation d’une « énergie vitale universelle ». [...] Il est possible de devenir maître reiki en trois ou quatre stages de formation accélérée les week-ends. Certains témoignages font état de séances de guérison à distance et dans certains cas par téléphone ou visioconférence ». Cette facilité à monter en grade fait partie pour la Miviludes de la stratégie sectaire de nombreuses mouvances de cette technique : « On fait également miroiter à l’adepte la possibilité de devenir lui-même « praticien » voire formateur, ce qui est en soi très valorisant et réconfortant pour une personne en perte de repères ».
En quête de respectabilité, la nébuleuse du reiki a inventé « un environnement institutionnel avec des fédérations destinées à faire oublier que ces pratiques ne sont pas reconnues par les Autorités sanitaires et qu’ils interviennent en dehors de tout cadre légal. Ils éditent des chartes ou des codes de déontologie, non contraignants dès lors qu’il n’existe pas d’ordre professionnel reconnu par l’État ». Cependant, selon la journaliste Constance Vilanova, « cette nébuleuse manque de cadre et ouvre les portes à des charlatans voire des manipulateurs et gourous ».